# 積木の箱
『積木の箱』（つみきのはこ）は、1967年4月24日から1968年5月18日に朝日新聞で掲載された三浦綾子による小説。単行本は1968年5月25日発行。またそれを原作とした映画・テレビドラマである。

## 映画
1968年公開。大映製作・配給。

### キャスト
- 川上久代：若尾文子
- 杉浦悠二：緒形拳
- 佐々林奈美恵：松尾嘉代
- 佐々林みどり：梓英子
- 佐々林一郎：内田喜郎
- 川上和夫：島田博
- 佐々林トキ：荒木道子
- 佐々林豪一：内田朝雄

### スタッフ
- 監督：増村保造
- 脚色：池田一朗、増村保造
- 企画：三輪孝仁
- 撮影：小林節雄
- 音楽：山内正
- 美術：下河原友雄
- 編集：中静達治
- 録音：須田武雄
- 照明：渡辺長治

## TVドラマ

### 1968年版
1968年7月8日から9月2日まで毎日放送（当時日本教育テレビ系）制作の『ポーラ名作劇場』にて放送された。

#### キャスト
- 川上久代：小川真由美
- 川上和夫：清水寛
- 杉浦悠二：石坂浩二
- 佐々林豪一：根上淳
- 奈美恵：太地喜和子
- トキ：丹阿弥谷津子
- 一郎：小倉一郎

#### スタッフ
- 演出：須田雄二
- 脚本：八住利雄

#### 主題歌
- 「積木の箱」（加藤登紀子）
  - 作詞：水木かおる／作曲・編曲：小林亜星

### 1975年版
1975年9月22日から11月14日までフジテレビの『ライオン奥様劇場』にて放送された。

#### キャスト
- 篠ヒロコ
- 長谷川哲夫
- 内藤武敏
- 佐藤健一
- 伊藤久哉
- 小野川公三郎

#### 主題歌
- 「わかれ」（篠ヒロコ）
  - 作詞：岡田冨美子／作曲：岩代浩一／編曲：高田弘